# Hyundai Creta
Hyundai Creta (укр. Хюндай Крета) — компактний кросовер корейської компанії Hyundai.

## Перше покоління (з 2014)

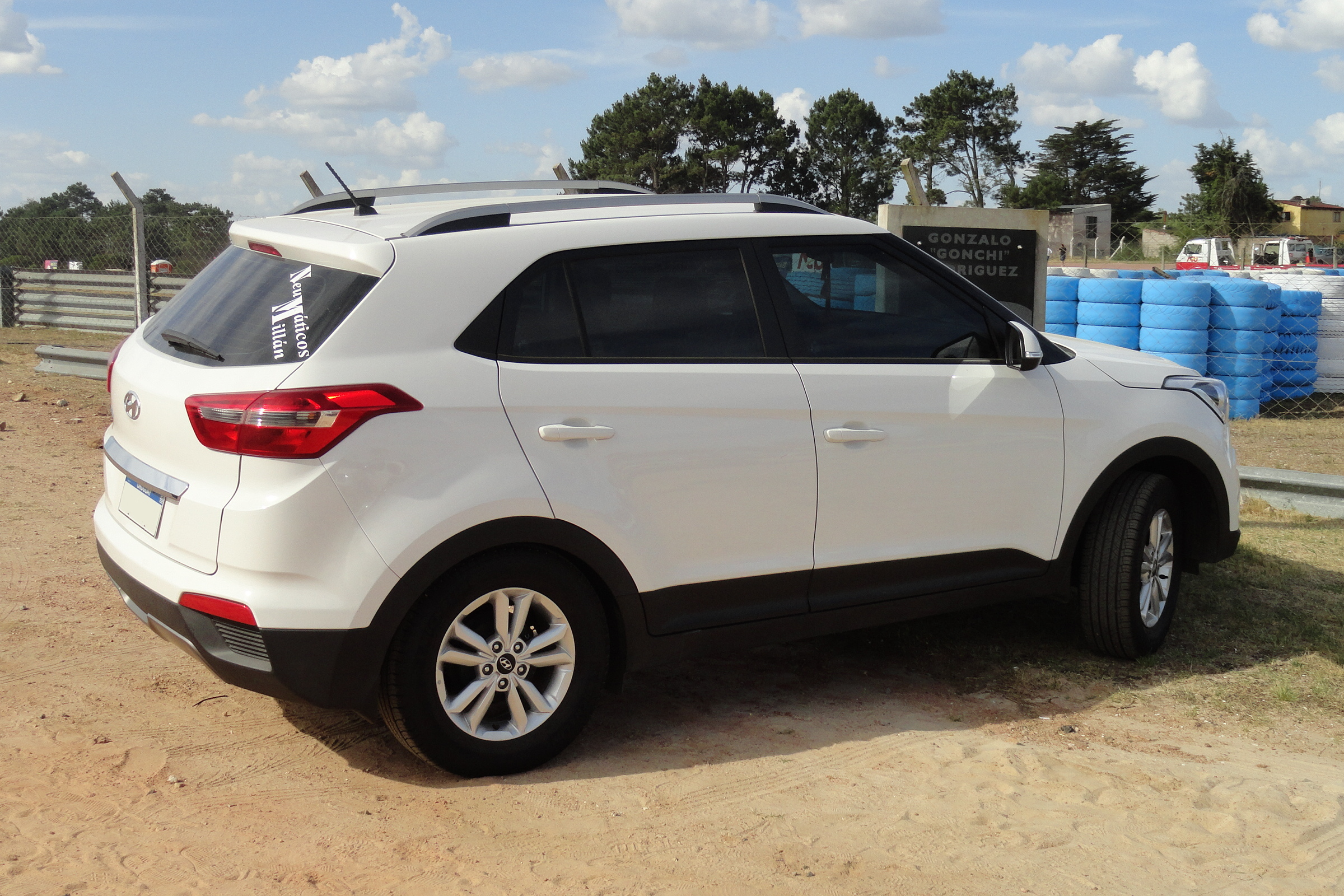
Hyundai Creta

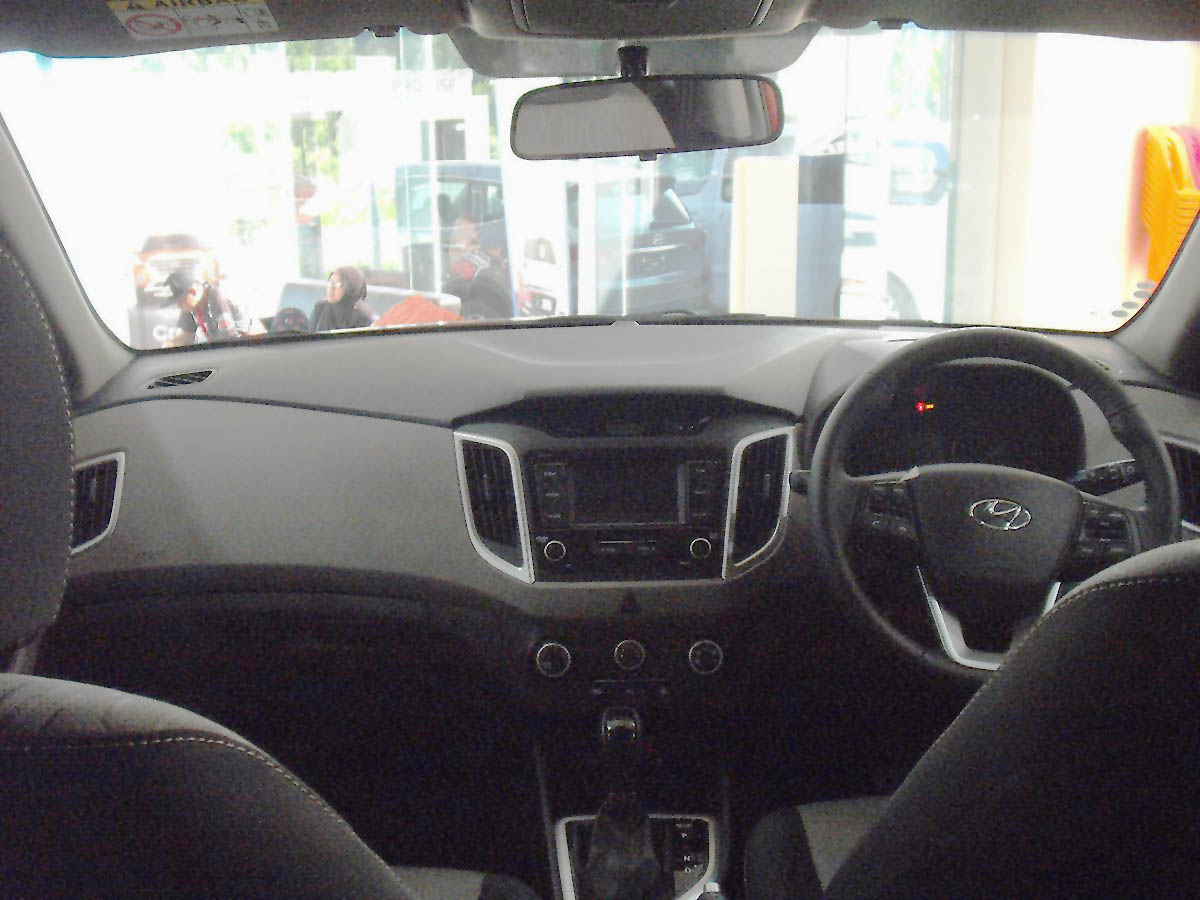

Автомобіль базується на платформі i20. Передня підвіска McPherson, а ззадня в залежності від комплектації або балка, або багатоважільна в версії 4WD. Автомобіль отримав бензинові та дизельні двигуни. Коробки передач - 6-ступінчаста МКПП і традиційна АКПП, у простих версій буде тільки передній привід, а повноприводна трансмісія 4WD з багатодисковою муфтою конструктивно така ж, як у кросовера Tucson. Автомобіль продається в наступних комплектаціях: Base, S, S+, SX, SX+, SX(O).
Автомобіль має керування курсової стійкості (VSM), електронний контроль стійкості (ESC), систему допомоги при підйомі по схилу (HAC), систему допомоги при парковці і ABS. Конструкція кузова також додає безпеки. Система з 6 подушок безпеки забезпечує всебічний захист. Одна для водія, одна для переднього пасажира, передні і задні шторки безпеки по всій довжині салону, а також передні бічні подушки безпеки.
Багажний відсік містить 402 л, проте його розмір можна збільшити склавши обидві частини другого ряду. Тоді загальний об'єм буде становити 1319 л.
На деяких ринках продається під назвою Hyundai ix25 або Hyundai Cantus.

### Двигуни
Бензинові
- 1.6 Dual VTVT 123 к.с. при 6300 об/хв 151 Нм при 4850 об/хв
- 2.0 Dual VTVT 150 к.с. при 6200 об/хв 192 Нм при 4200 об/хв

Дизельні
- 1.4 CRDi 90 к.с. при 4000 об/хв 220 Нм при 1500-2750 об/хв
- 1.6 CRDi 128 к.с. при 4000 об/хв 260 Нм при 1900-2750 об/хв

## Друге покоління (з 2020)

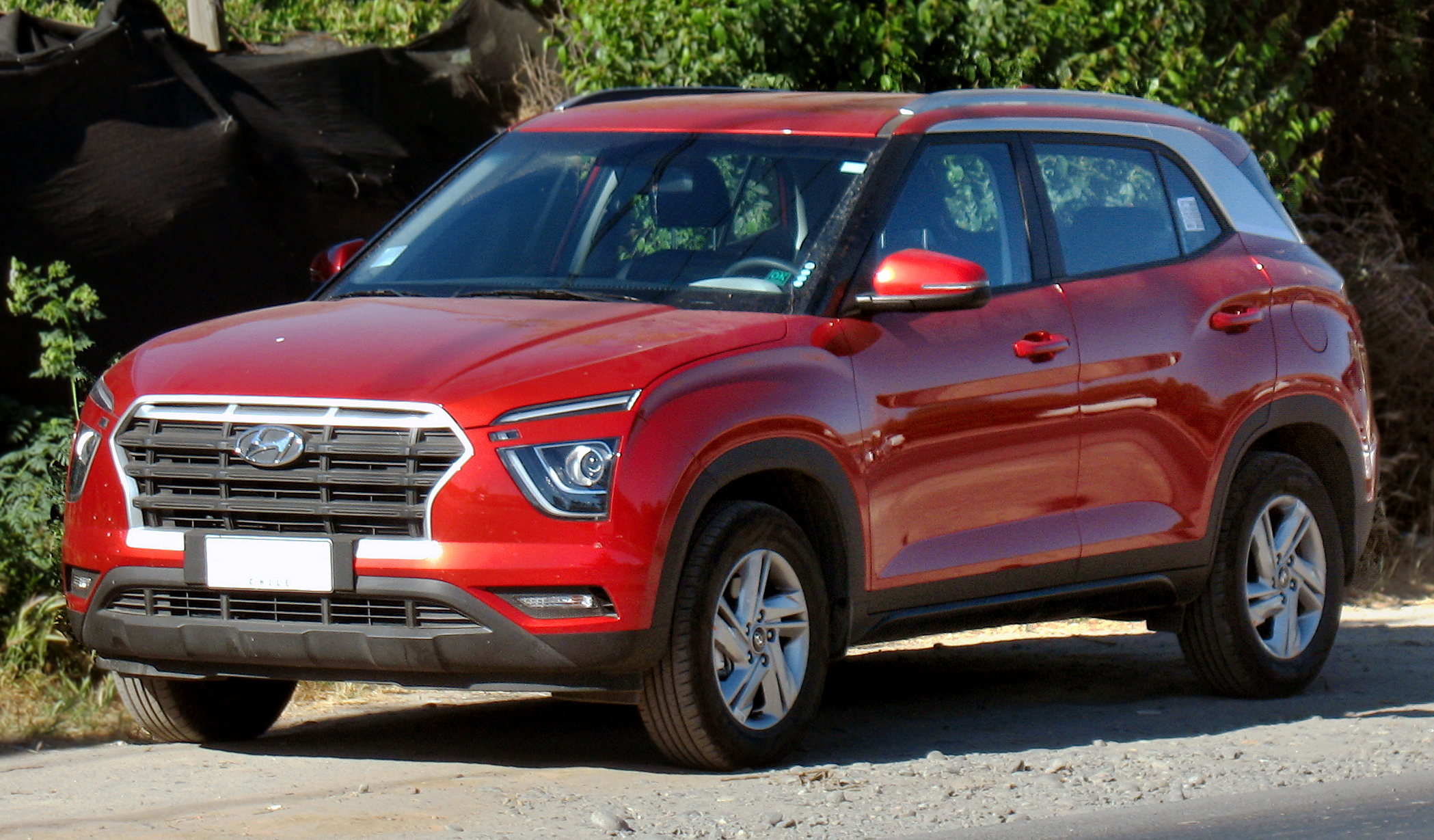
Hyundai Creta II (2019–2022)

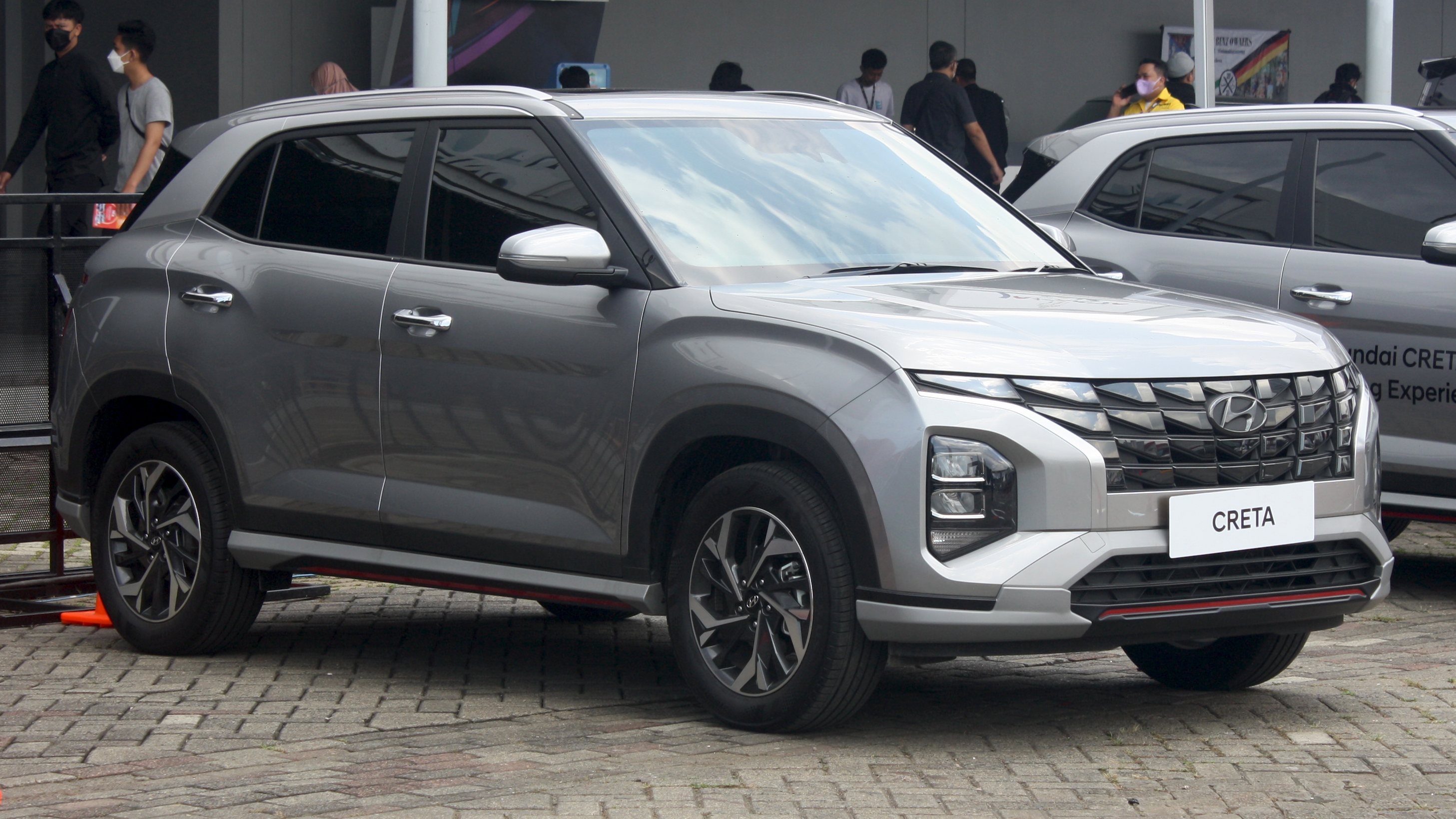
Hyundai Creta II (2021–2024)

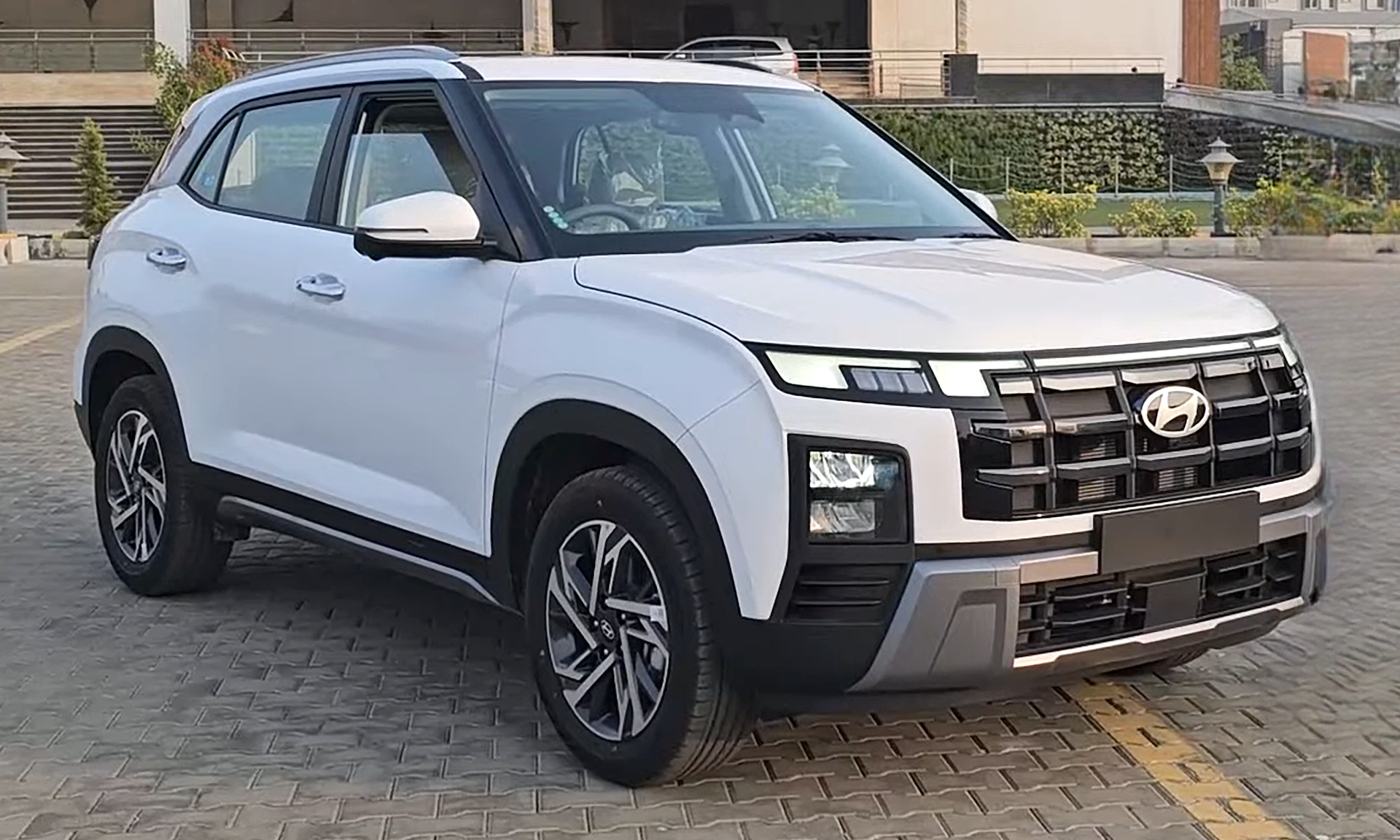
Hyundai Creta II (з 2024)

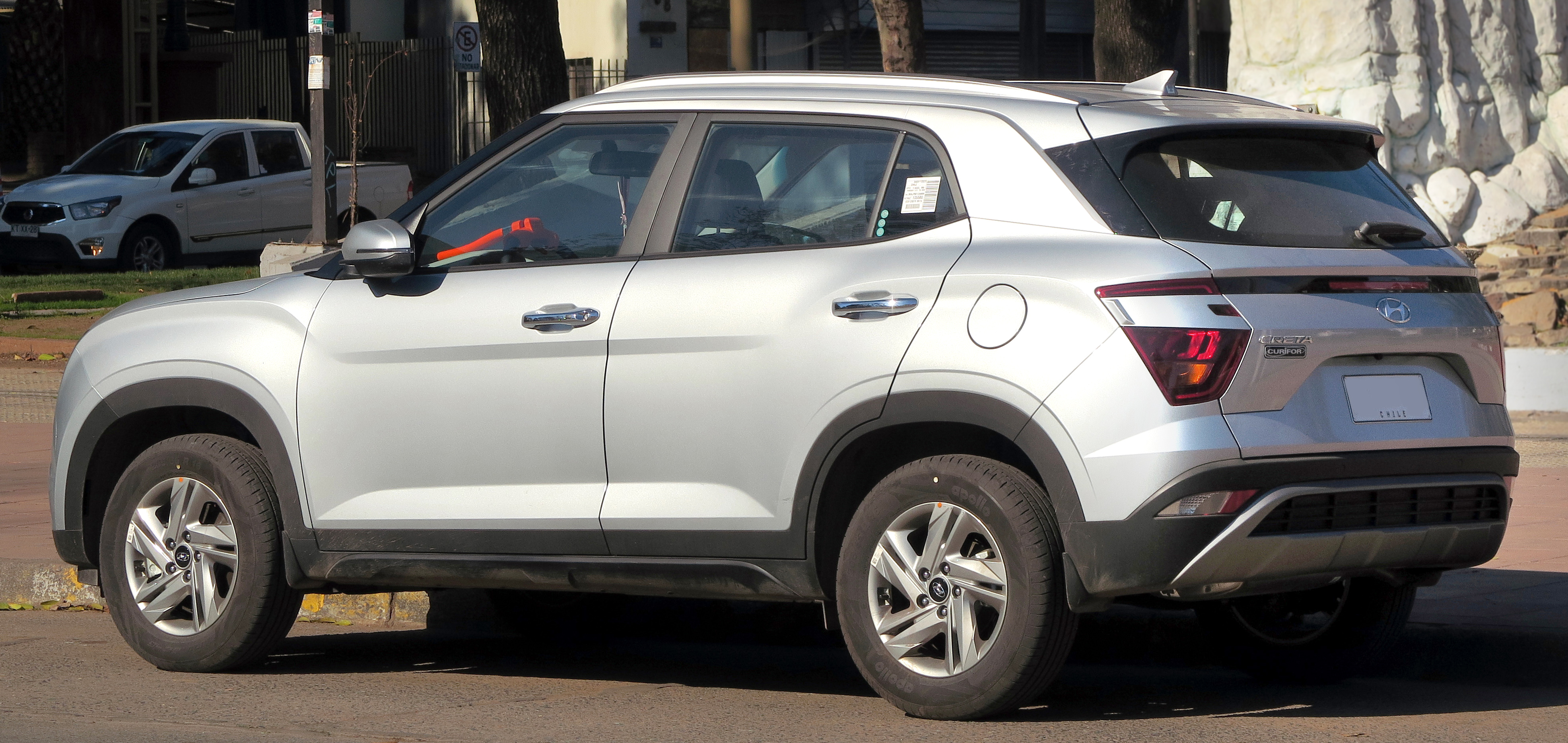

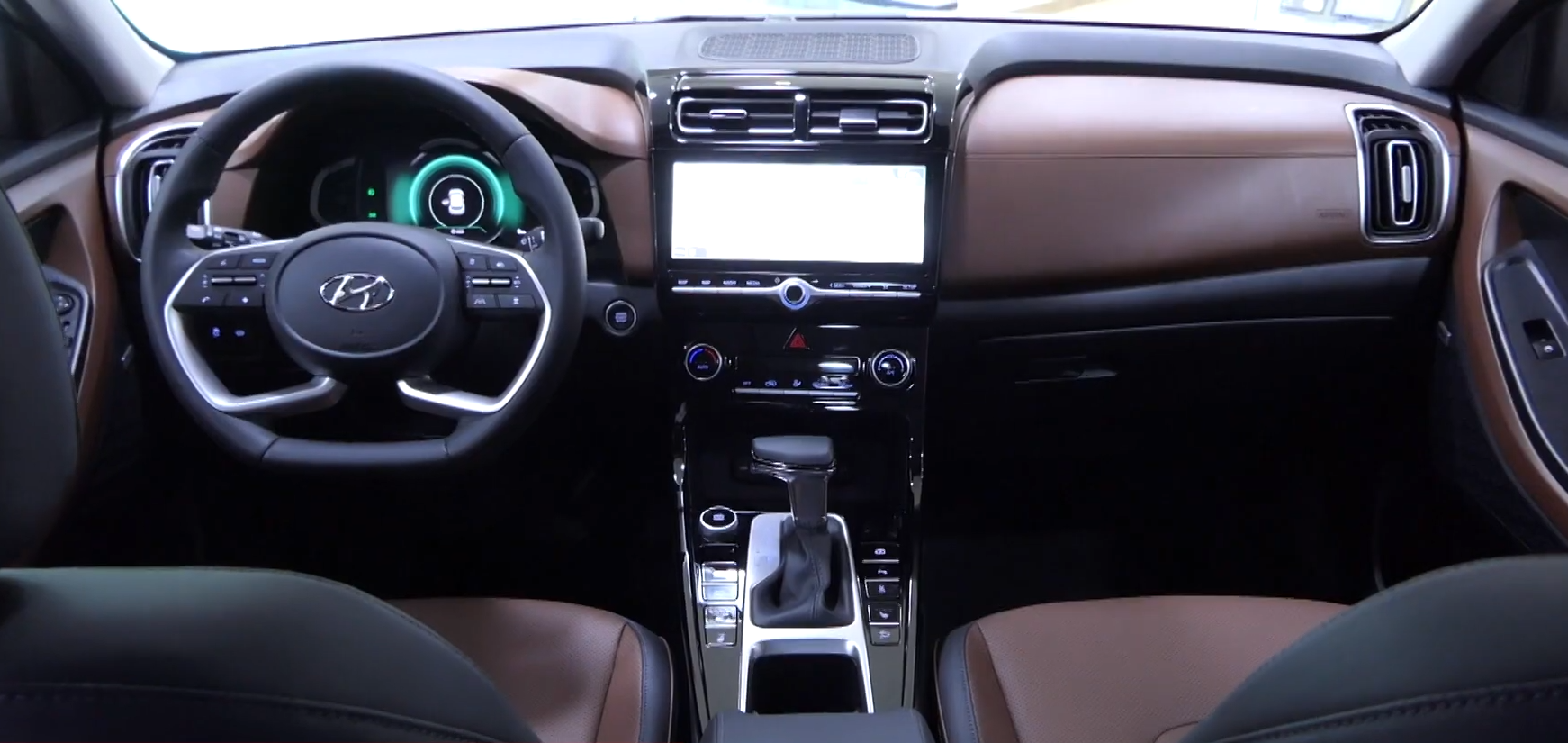

Друге покоління Hyundai ix25 було представлено під час автосалону в Шанхаї 2019 року в квітні 2019 року та надійшло у продаж у серпні.
Hyundai представила друге покоління Creta в Індії на Auto Expo 2020. Індійська Creta (код: SU2i) - це дещо модифікована версія Hyundai ix25, що продається в Китаї. Основною візуальною відмінністю зовні є дизайн решітки радіатора. У той час, як китайський ix25 отримує сітчасту обробку решітки, індійська специфікація Creta отримує хромовану обробку вертикальними та горизонтальними планками, утворюючи прямокутні блоки.
Інтер'єр Creta багато в чому відрізняється від ix25, оскільки китайська модель оснащена вертикально-дотиковою інформаційно-розважальною системою, яка вливається в центральну консоль, тоді як Creta вибирає більш звичний дизайн.
Обидва автомобілі збудовані на платформі Hyundai-Kia K2 (SP2i/SP2c) від Kia Seltos.

### Двигуни
Бензинові
- 1.4 L Gamma (G4FA) MPI turbo I4
- 1.5 L Smartstream MPI I4
- 1.6 L Gamma (G4FC) MPI I4

Дизельні
- 1.5 L U-Line (D4FA) CRDi I4